# Équipe de France de football en 1925
Chronologie
Saison précédente Saison suivante
L'équipe de France joue trois matches en 1925 pour autant de défaites. 
Contre l'Angleterre, Dubly porte le record de sélections à 31 capes.
Domergue, Hugues et Dewaquez jouent sous licence B et ne participent donc pas aux championnats régionaux et à la Coupe de France. Ils ne disputent que des matches amicaux avec leur club.

## Les matchs
| Date          | Stade                                           | Adversaire | Score | Comp | Buteurs français             |
| 22 mars 1925  | Stadio di Corso Marsiglia Turin, Italie         | Italie     | D 0-7 | A    | -                            |
| 19 avril 1925 | Stade Pershing Paris, France                    | Autriche   | D 0-4 | A    | -                            |
| 21 mai 1925   | Stade olympique Yves-du-Manoir Colombes, France | Angleterre | D 2-3 | A    | Boyer (62e) & Dewaquez (75e) |

A : match amical.

## Les joueurs
| Joueurs                                                           |    |    |    |
| Gardiens de but                                                   |    |    |    |
| Maurice Cottenet (Olympique de Paris)                             | 90 | 90 |    |
| Pierre Chayriguès (Red Star Club) (21eet dernière sélection)      |    |    | 90 |
| Défenseurs                                                        |    |    |    |
| Urbain Wallet (Amiens AC) (1resélection)                          | 90 |    |    |
| Marcel Vignoli (Olympique de Paris) (uniques sélections)          | 90 |    | 90 |
| Jacques Canthelou (FC Rouen) (3esélection)                        |    | 90 |    |
| Pierre Lienert (CASG Paris) (1reet dernière sélection)            |    | 90 |    |
| Marcel Domergue (SC Nîmes) (8esélection)                          |    |    | 90 |
| Milieux                                                           |    |    |    |
| Philippe Bonnardel (Red Star Club)                                | 90 | 90 | 90 |
| Paul-Émile Bel (CA Vitry) (1reet dernière sélection)              | 90 |    |    |
| Maurice Thédié (Amiens AC) (1reet dernière sélection)             | 90 |    |    |
| Robert Dauphin (Stade français) (1resélection)                    |    | 90 | 90 |
| François Hugues (FC Lyon)                                         |    | 90 | 90 |
| Attaquants                                                        |    |    |    |
| André Liminana (SC Bel Abbésien) (uniques sélections)             | 90 | 90 |    |
| Charles Bardot (RC Philippeville) (1resélection)                  | 90 |    |    |
| Robert Accard (Havre AC) (4esélection)                            | 90 |    |    |
| Louis Bloquel (US Boulonnaise) (2det dernière sélection)          | 90 |    |    |
| Félix Pozo (FC Rouen) (1reet dernière sélection)                  | 90 |    |    |
| Paul Nicolas (Red Star Club)                                      |    | 90 | 90 |
| Guillaume Lieb (FC Bischwiller) (1resélection)                    |    | 90 | 90 |
| Ernest Gross (Red Star Strasbourg) (5eet dernière sélection)      |    | 90 |    |
| Marcel Bure (Havre AC) (1reet dernière sélection)                 |    | 90 |    |
| Raymond Dubly (Racing Club de Roubaix) (31eet dernière sélection) |    |    | 90 |
| Jules Dewaquez (Olympique de Marseille) (23esélection)            |    |    | 90 |
| Jean Boyer (Olympique de Marseille) (13esélection)                |    |    | 90 |